# 小行星9838
小行星9838（9838 Falz-Fein）是一颗绕太阳运转的小行星，为主小行星带小行星。该小行星于1987年9月4日发现。

## 轨道参数
小行星9838的轨道半长轴为2.9928623 UA，离心率为0.056。